# أغوم الثالث
أغوم الثالث وهو ملك كيشي على بابل حكم في حوالي سنة 1470 ق م ورث الحكم من عمه أولام بورياش وهو ابن الملك كشتيلياش الثالث واصل هذا الملك معارك عمه ضد سلالة القطر البحري وتمكن من احتلالها بالكامل في سنة 1465 ق م وواصل توسعاته حنوبا وتمكن من احتلال دلمون وكون إمبراطورية كبيرة، خلفه في الحكم كادشمان هاربي الأول .